# Loxops wolstenholmei
L'akepa di Oahu, o più correttamente ‘akepa di Oʻahu (Loxops wolstenholmei (Rothschild, 1893)) è un uccello passeriforme estinto della famiglia Fringillidae.

## Etimologia
Il nome scientifico di questi uccelli, wolstenholmei, venne scelto da Rothschild in omaggio a Ted Wolstenholme, assistente di Henry Palmer, il quale gli procurò gli esemplari da lui successivamente utilizzati per la descrizione scientifica della specie.

## Descrizione

### Dimensioni
Misura circa 10 cm di lunghezza.

### Aspetto
L'aspetto è tipamente fringilliforme, massiccio e arrotondato, con grossa testa e becco conico caratteristiche punte leggermente incrociate.

La livrea di questi uccelli si presentava di colore rosso mattone nei maschi e giallino nelle femmine: in ambo i sessi, la parte dorsale era più scura e dalle decise sfumature bruno-oliva, le remiganti primarie e la coda erano nerastre, così come dello stesso colore apparivano becco e zampe, mentre gli occhi erano di colore bruno scuro.

## Biologia
Si trattava di uccelli dalle abitudini diurne, che si muovevano in coppie o in gruppetti familiari alla ricerca di cibo.

### Alimentazione
Il nutrimento dell'akepa di Oahu era costituito prevalentemente da insetti ed altri piccoli invertebrati (e forse in misura minore anche da nettare), i quali venivano reperiti all'interno dei boccioli delle piante, opportunamente sondati e aperti mediante il becco appositamente conformato.

### Riproduzione
Poco si sa riguardo alla riproduzione di questi uccelli, tuttavia si ritiene che essa (così come l'intero ciclo vitale) seguisse modalità e tempistiche paragonabili a quelle degli altri drepanidini ed in particolare dell'akepa di Hawaii, del quale l'akepa di Oahu è stato a lungo considerato una sottospecie.

## Distribuzione e habitat
Come intuibile dal nome comune, l'akepa di Oahu era endemico dell'omonima isola nell'omonimo arcipelago, della quale popolava i boschi con predominanza di specie native, in particolar modo ohia lehua e koa, fra i rami delle quali reperiva il nutrimento.

## Tassonomia
Classificato nel 1827 da Andrew Bloxam col nome di Fringilla rufa a partire da esemplari ottenuti due anni prima, alla fine del XIX secolo Rothschild (ignaro di avere a che fare con una specie già classificata in precedenza) nominò questi animali Loxops wolstenholmei, salvo poi accorgersi dell'errore e recuperare la classificazione precedente utilizzando il nome Loxops rufa. L'epiteto wolstenholmei venne però nuovamente utilizzato quando il nome Fringilla rufa risultò essere un sinonimo di Passerella iliaca utilizzato da Carlo Luciano Bonaparte in precedenza, e quindi privo di validità.
Per lungo tempo, l'akepa di Oahu è stato considerato una sottospecie dell'affine akepa di Hawaii, col nome di Loxops coccineus wolstenholmei: le differenze cromatiche e di abitudini di costruzione del nido, oltre alle recenti analisi del DNA, hanno invece sancito la separazione dalla specie di Big Island e l'elevazione al rango di specie a sé stante per questi uccelli.

## Estinzione
Lo status di sottospecie dell'akepa di Hawaii ha impedito che venissero fatti studi approfonditi sull'akepa di Oahu: tuttavia, questi uccelli (in maniera simile a quanto verificatosi in tutti i drepanidini hawaiiani) hanno sofferto terribilmente durante il XX secolo a causa della distruzione dell'habitat, della competizione con le specie introdotte nell'arcipelago,  e soprattutto dell'arrivo di nuove malattie (vaiolo aviario e malaria aviaria), alle quali essi non erano immunizzati. Oltre agli individui catturati per le descrizioni scientifiche della specie, rispettivamente nel 1825 e nel 1893, l'ultimo avvistamento certo di questi uccelli risale al 1900, quando Perkins (grande conoscitore della fauna dell'arcipelago e rifornitore di Rothschild) ne osservò due individui a Wahiawa: non essendo più stato osservato da allora, l'akepa di Oahu viene attualmente considerato estinto.